# Samba (Tanz)
Der Samba, auch die Samba, (portugiesisch o samba, häufig auch „die Samba“) ist ein Gesellschaftstanz im Zweivierteltakt, der sich aus dem im Laufe des 19. Jahrhunderts entstandenen gleichnamigen brasilianischen Volkstanz mit afrikanischen Wurzeln entwickelte. Möglicherweise geht sein Name auf den Semba zurück, der mit afrikanischen Sklaven aus Angola nach Brasilien kam.
Der Samba ist nicht zu verwechseln mit der argentinischen Zamba, einem langsamen rhythmischen Tanz im Sechsachteltakt. In Brasilien ist mit „Samba“ vor allem Samba de Gafieira gemeint – ein Paartanz, der sich gänzlich von dem Lateintanz Samba unterscheidet. Daher wird letzterer in internationalen Kontexten oft als ballroom samba bezeichnet.

## Geschichte
Ursprünglich war Samba ein Sammelname für viele Tanzformen, die im 19. Jahrhundert von afrikanischen Sklaven aus dem Kongo, dem westlichen Sudan und Angola in ihre neue Heimat Brasilien mitgebracht wurden. Der Rhythmus der getrommelten batuques gilt als Ursprung der Sambamusik; der samba de roda, ein Kreistanz (port. roda, dt. Rund, Kreis), gilt als Ursprung des heutigen brasilianischen Samba.
Mit Hilfe des samba de roda (einer Kombination aus Tanz, Musik und Poesie) gaben die Menschen afrikanischer Herkunft ihrer Geschichte, Kultur und Erfahrungen Ausdruck, die von viel Leid geprägt waren. Man tanzte ihn im Kreis, wobei sich immer zwei Tänzer in der Mitte befanden, durch Zurufe der anderen angefeuert und am Ende durch andere aus dem Kreis abgelöst wurden. Zur Begleitung benutzte man dabei nicht nur Trommeln und andere typische brasilianische Instrumente, sondern zur rhythmischen Unterstützung auch Händeklatschen oder das Schlagen von Besteck, Gläsern und Tellern. Seit den Jahren um 1920 ist Samba der Haupttanz des Karnevals in Rio.
Im Jahr 1910 kam die Maxixe, ein dem Tango Argentino verwandter enger Paartanz, aus Brasilien nach Europa; sie konnte sich dort nicht durchsetzen. Unter dem Namen „Samba“ tauchte die Maxixe 1924 und 1925 in Turnierprogrammen wieder auf, wiederum ohne großen Durchbruch.
Dieser gelang nach dem Zweiten Weltkrieg, als der Samba zum festen Repertoire vieler Tanzkapellen gehörte. Während der Anfangszeit des Wirtschaftswunders 1948/49 erreichte der Samba in einer sehr vereinfachten Form große Popularität, z. B. durch Titel wie Am Zuckerhut, am Zuckerhut, da gehts den Senoritas gut.
In den Jahren danach nahmen Tanzschulen den Samba mit Erfolg in ihr Programm auf, und 1959 wurde er ebenfalls in das Turnierprogramm der lateinamerikanischen Tänze aufgenommen.

## Charakteristik und Technik

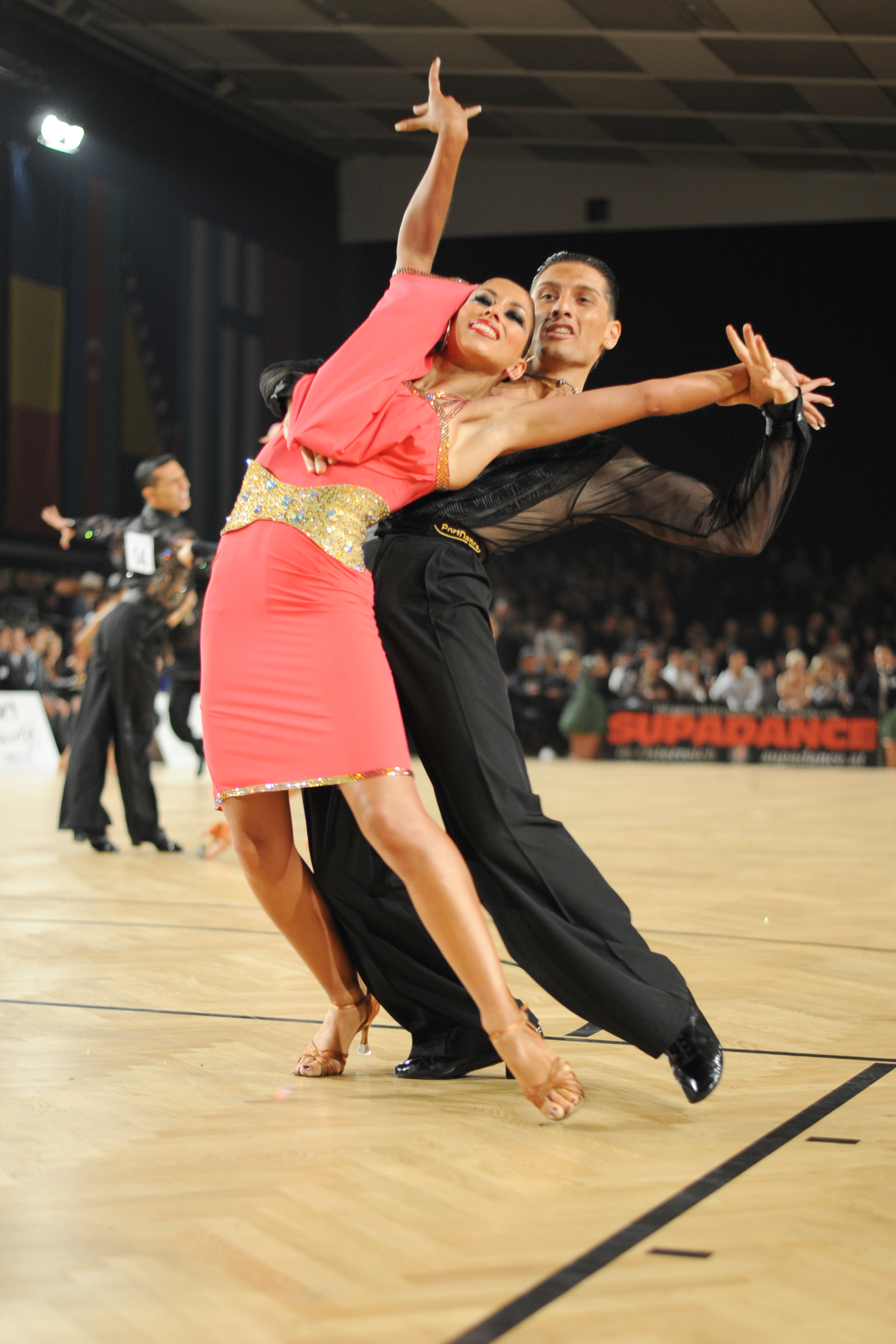
Dario Pizzo and Karen d’Albundo, Frankreich, bei der Austrian Open Championships Vienna, 2012

Der ursprünglich aus der afrobrasilianischen Musik stammende Musik- und Tanzstil gehört in seiner europäischen Variante zu den fünf lateinamerikanischen Tänzen und hat kaum noch etwas mit der ursprünglichen brasilianischen Tanzform gemeinsam. Typisch für den Samba sind deutliche, schnelle Hüftbewegungen und das Bouncen genannte Vor-und-Zurück des Unterkörpers. Da der Samba kein stationärer Tanz ist, entsteht eine fließende Bewegung über das Parkett.

## Rhythmus und Musik
Der World Dance Council (WDC) schreibt für das Samba-Tempo auf Turnieren 48 Takte pro Minute vor, die World DanceSport Federation (WDSF) 50–52 Takte pro Minute. Der Deutsche Tanzsportverband (DTV), der Österreichische Tanzsportverband (ÖTSV) sowie der Schweizer Tanzsport Verband (STSV) sind jeweils Mitglied des WDSF, daher werden bei Turnieren dieser Verbände ebenfalls die WDSF Tempo-Vorgaben angewendet.
Es gibt verschiedene Rhythmen im Samba. Einmal wird zwischen Körper- und Fußrhythmus unterschieden. Der Körperrhythmus wird durch eine Vorwärts-Rückwärtsbewegung des Beckens wiedergegeben, jeweils auf „slow“. Je nach Art der getanzten Figur entsteht ein unterschiedlicher Rhythmus der Füße. Der Grundrhythmus der mehr stationären Figuren wird mit dem englischsprachigen Zählmaß one-a-two bezeichnet. Dabei besteht ein Zweivierteltakt aus drei Schritten, der erste Schritt nimmt drei Viertel eines Schlags ein, der zweite ein Viertel und der dritte Schritt einen ganzen Schlag, etwa so, wie man das Wort Amsterdam ausspricht. Dieser Grundrhythmus wird häufig variiert, beispielsweise werden gelaufene Figuren im Rhythmus „Slow-quick-quick“ oder auch „Quick-quick-slow“ gezählt. In einigen Figuren wird hiervon ein „slow“ aufgelöst, so dass sich ein Rhythmus „Slow-quick-quick-quick-quick-quick-quick“ ergibt. Möchte man den brasilianischen Ursprüngen des Tanzes näherkommen, so können mehr als eine Vor-Rückbewegung der Hüfte auf einen Schlag getanzt werden; möglich sind drei Hüftbewegungen je Takt. Dies sind die Batucadas, was auch eine Bezeichnung für eine Stilrichtung der Samba ist. Wird ein „Quick“ in einer Figur getanzt, entfällt im Übrigen das Bouncen.

## Disco-Samba
Disco-Samba ist eine einfache Zweischritt-Form des Samba, bei der das Rück-Platz/Ball Change (Schritte 2 und 3) durch ein einfaches Tap, also ein Heranschließen des Fußes ohne Gewicht, ersetzt wird. Sie kommt ohne Hüft- und Bouncebewegung aus.
Der aufgrund des einfachen Schrittmusters leicht zu erlernende Disco-Samba wurde 2012 in das Welttanzprogramm aufgenommen. Als Inhalt der Tanzstunden für Anfänger vermitteln ihn vor allem solche ADTV-Tanzschulen, die in ihren ersten Kursstufen das Welttanzprogramm unterrichten.
Disco-Samba kann als Vorstufe zur anspruchsvolleren 3-Schritt-Version angesehen werden. Manche Tanzschulen behalten diese 2-Schritt-Variante aber auch als eigenständigen Tanz bei.